# Ремлінген (Баварія)
Ремлінген (нім. Remlingen) — громада в Німеччині, розташована в землі Баварія. Підпорядковується адміністративному округу Нижня Франконія. Входить до складу району Вюрцбург. Складова частина об'єднання громад Гельмштадт.
Площа — 20,44 км2. Населення становить 1504 ос. (станом на 31 грудня 2020).